# Southeast (Nowy Jork)
Southeast – miasto w Stanach Zjednoczonych, w stanie Nowy Jork, w hrabstwie Putnam.